# Meganephria armeniaca
Meganephria armeniaca är en fjärilsart som beskrevs av Charles Boursin 1944. Meganephria armeniaca ingår i släktet Meganephria och familjen nattflyn. Inga underarter finns listade i Catalogue of Life.